# مطبخ ماهاراشترا

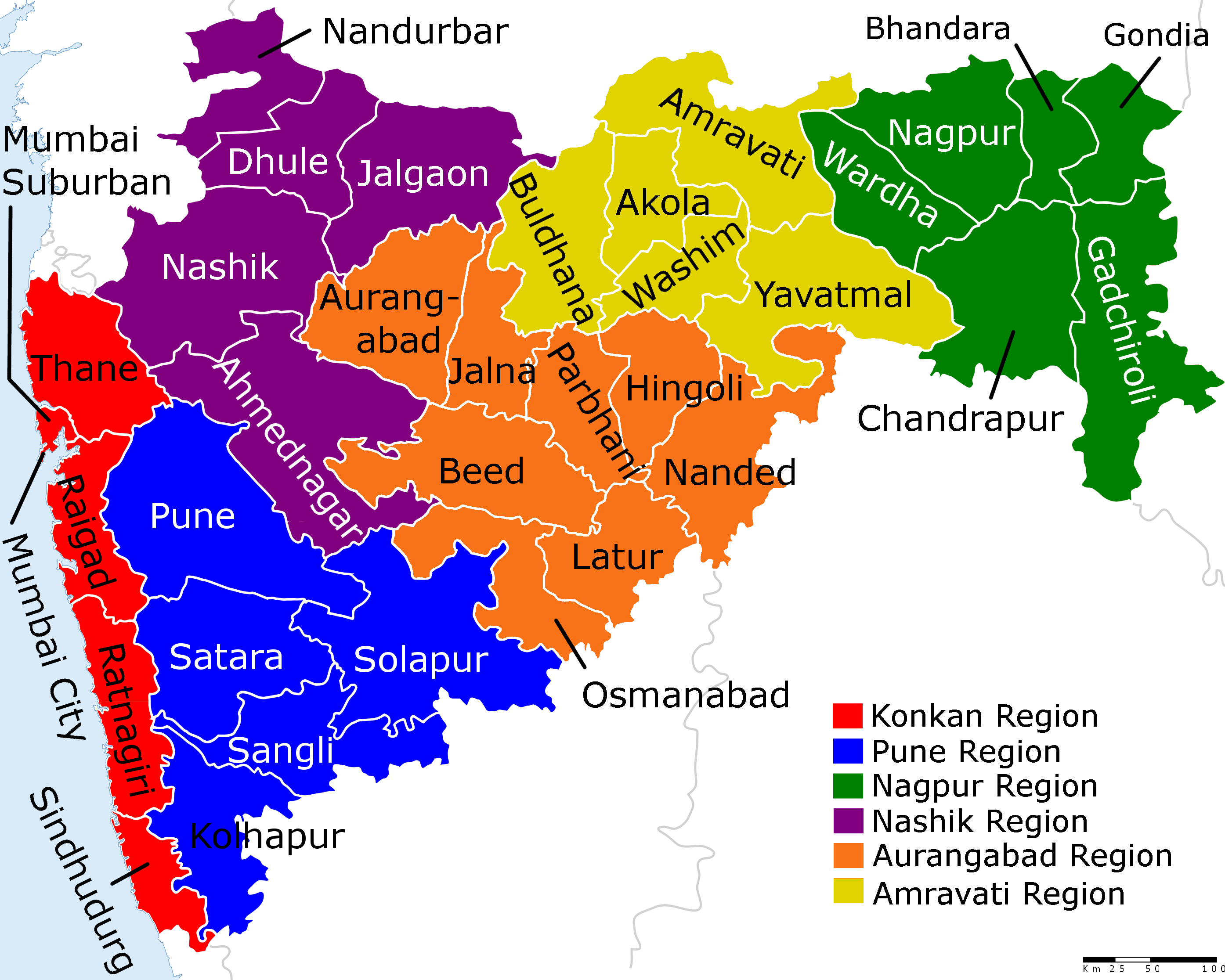
Regions and districts of Maharashtra

مطبخ ماهاراشتري أو الماراثى هو مطبخ الشعب الماراثى من ولاية ماهاراشترا الهندية لها سمات مميزة، مع مشاركة الكثير مع المأكولات الهندية الأخرى. تقليدياً، اعتبر سكان ماهاراشترا أن طعامهم أكثر قسوة من غيرهم. تشمل مأكولات ماهاراشترا أطباق خفيفة وحارة. القمح والأرز والجوار والبجري والخضروات والعدس والفواكه من المواد الغذائية الأساسية. غالبًا ما يتم تقديم الفول السوداني والكاجو مع الخضار. كانت اللحوم تُستخدم تقليديا بشكل قليل أو فقط من قبل الأثرياء حتى وقت قري، بسبب الظروف الاقتصادية والثقافة تأثر سكان الحضر في المدن الكبرى مثل مومباي وبيون وغيرها بالمطبخ من أجزاء أخرى من الهند وخارجها. على سبيل المثال، أطباق Udupi idli و dosa، بالإضافة إلى الأطباق الصينية والغربية، تحظى بشعبية كبيرة في الطبخ المنزلي وفي المطاعم.
تشمل أطباق ماهاراشترا المميزة ukdiche modak و aluchi patal bhaji و Thalipeeth.

## الوجبات العادية والأطباق الأساسية
نظرًا لأنهم يشغلون مساحة شاسعة مع اختلافات جغرافية متميزة وتوافر الطعام، فقد أنتج شعب الماراثى من مناطق مختلفة مطبخًا متنوعًا. يمتد التنوع إلى مستوى الأسرة لأن كل عائلة تستخدم مزيجها الفريد من التوابل والمكونات. لا يكره غالبية سكان ولاية ماهاراشتري تناول اللحوم والأسماك والبيض، ومع ذلك، فإن النظام الغذائي الأساسي لمعظم الناس هو نباتي لاكتو. العديد من المجتمعات مثل البراهمة أو أعضاء طائفة فاركاري تتبع فقط النظام الغذائي النباتي اللاكتو. عادة ما يكون الطعام الأساسي التقليدي في ديش (هضبة ديكان) هو البهاكري والخضروات المطبوخة المتبلة والدال والأرز. ومع ذلك، يفضل سكان شمال ماهاراشترا وسكان المدن روتي أو شباتي، وهو خبز عادي مصنوع من القمح. في منطقة كونكان الساحلية الأرز هو الغذاء الأساسي التقليدي. يستخدم حليب جوز الهند وجوز الهند الرطب في العديد من الأطباق. المجتمعات الماراثية الأصلية في مومباي وشمال كونكان لديها مطبخها المميز الخاص في جنوب كونكان، بالقرب من مالفان، تم تطوير مطبخ مستقل آخر يسمى مطبخ مالفاني، وهو في الغالب غير نباتي. كومبدي فادي ومستحضرات السمك والمخبوزات تحظى بشعبية أكبر هناك في منطقة Vidarbha يتم استخدام القليل من جوز الهند في الاستعدادات اليومية ولكن يتم استخدام جوز الهند الجاف والفول السوداني في أطباق مثل السافجي الحارة، وكذلك في أطباق لحم الضأن والدجاج.تعتمد أطباق نباتية اللاكتو في ماهاراشترا على خمس فئات رئيسية من المكونات تشمل الحبوب والبقوليات والخضروات ومنتجات الألبان والتوابل

### بقوليات
تعتمد الأطباق الأساسية في المطبخ على مجموعة متنوعة من الخبز المسطح والأرز يمكن أن يكون الخبز المسطح قائمًا على القمح، مثل غاديتشي بولي ثلاثي الزوايا التقليدي أو خبز الشاباتي المستدير الأكثر شيوعًا في المناطق الحضرية. Bhakri هو خبز فطير مصنوع من الحبوب مثل الراجي أو الدخن أو الباجرا أو البجري أو الجواري - ويشكل البهاكري جزءًا من الوجبات اليومية في المناطق الريفية

### الدخن
تقليديا، كانت الحبوب الأساسية لهضبة ديكان الداخلية هي الدخن والجواري والباغري.تنمو هذه المحاصيل بشكل جيد في هذه المنطقة الجافة والمعرضة للجفاف. في منطقة كونكان الساحلية، يتم استخدام الدخن الإصبع المسمى راجي للبخري. كانت الوجبة الأساسية لفقراء الريف بسيطة مثل الباجرا بهاكري مصحوبة ببصل نيئ أو صلصة جافة أو طحين دقيق يسمى جونكا. أصبح الآن Jhunka مع bhakri طعام الشارع الشعبي في ولاية ماهاراشترا

### قمح
أدت زيادة التحضر في منطقة ماهاراشترا إلى زيادة شعبية القمح. يستخدم القمح في صنع الخبز المسطح الذي يسمى شباتي ثلاثي الزوايا غاديتشي بولي النسخة المقلية التي تسمى بوري أو الباراتا السميكة. يستخدم القمح أيضًا في العديد من الخبز المسطح المحشو مثل Puran poli و Satorya بالسكر والخويا (الحليب المجفف) عجينة القمح في منزل ماهاراشترا كما يتم صنع خبز القمح المسطح بحشوات نباتية مثل البازلاء والبطاطس وغرام دال كان ماندي أحد أنواع الخبز القديمة المرغوبة. كما هو الحال مع الأرز يصاحب الخبز المسطح وجبة من الخضار أو منتجات الألبان

### أرز
الأرز هو الغذاء الأساسي في المناطق الريفية في منطقة كونكان الساحلية ولكنه أيضًا شائع في جميع المناطق الحضرية كانت الأصناف المحلية مثل أمبموهار العطرة شائعة في غرب ولاية ماهاراشترا. في معظم الحالات، يُسلق الأرز من تلقاء نفسه ويصبح جزءًا من وجبة تتضمن عناصر أخرى. طبق شائع هو فاران بهات حيث يخلط الأرز المطهو على البخار مع الدال العادي المحضر مع البازلاء وعصير الليمون والملح والسمن. الخيشدي هو طبق أرز شهير مصنوع من الأرز ومونج دال والتوابل. للمناسبات الخاصة، هناك طبق يسمى «مصليبات» محضر من الأرز والبهارات والخضروات.

### الالبان
الحليب مهم كغذاء أساسي. يحظى حليب البقر وحليب الجاموس بشعبية كبيرة. يستخدم الحليب بشكل أساسي للشرب أو للإضافة إلى الشاي أو القهوة أو لصنع الضاحي (الزبادي) وعادةً يتم صنع الزبادي يوميًا باستخدام زبادي اليوم السابق كمزرعة جرثومية أولية لتخمير الحليب. يتم استخدام الضاحي كصلصة للعديد من أطباق السلطة أو الكوشيمبير، لتحضير قاضي، لتحضير اللبن الرائب (تاك) أو كطبق جانبي في الثالي. يستخدم اللبن الرائب في مشروب يسمى ماتا عن طريق مزجه مع التوابل. يمكن استخدامه أيضًا في تحضير الكاري. الحليب هو أيضًا العنصر الأساسي للزبدة والسمن (الزبدة المصفاة).

### خضراوات
حتى وقت قريب، لم تكن الأطعمة المعلبة أو المجمدة متوفرة على نطاق واسع في الهند. لذلك، تعتمد الخضار المستخدمة في الوجبة بشكل كبير على التوافر الموسمي. في ولاية ماهاراشترا، الربيع (مارس-مايو) هو موسم الكرنب والبصل والبطاطس والبامية والجوار والتوندالي shevgyachya shenga ، dudhi نخاع وبادوال. خلال موسم الرياح الموسمية (يونيو - سبتمبر) تتوفر الخضار الورقية الخضراء، مثل الو (الماراثى: आळू)، أو القرع مثل الكارل والدودكا والباذنجان. تتوفر الفلفل الحار والجزر والطماطم والقرنبيط والفاصوليا والبازلاء الفرنسية في المناخ الأكثر برودة من أكتوبر إلى فبراير في فصل الشتاء، عندما تكون الذرة الرفيعة (Jwari) لا تزال طرية جدًا والخضراء، يتم استخدام الذرة المحمصة عن طريق تحميص الرأس بالكامل على نار الفحم. تستخدم الخضار عادة في صنع الباجيس (الحساء الهندي). يصنع بعض البهاجي من خضروات واحدة، بينما يصنع البعض الآخر من مزيج. يمكن أن يكون Bhaajis «جافًا» مثل القلي السريع أو «الرطب» كما هو الحال في الكاري المعروف. على سبيل المثال، يمكن استخدام أوراق الحلبة مع مونج دال أو البطاطس لعمل البهاجي الجاف أو خلطها بدقيق البيزان واللبن لتحضير الكاري يتطلب Bhaaji استخدام غودا ماسالا، الذي يتكون من مزيج من البصل والثوم والزنجبيل ومسحوق الفلفل الأحمر والفلفل الأخضر والكركم وبذور الخردلاعتمادًا على طبقة الأسرة أو التقاليد الدينية المحددة، قد يتم استبعاد البصل والثوم. على سبيل المثال، يمتنع عدد من المجتمعات الهندوسية من أجزاء كثيرة من الهند عن أكل البصل والثوم تمامًا خلال فترة تشاتورماس، والتي تعادل إلى حد كبير موسم الرياح الموسمية.
الخضار الورقية مثل الحلبة، القطيفة، الشمندر، الفجل، الشبت، الكولوكاسيا، السبانخ، العمبادي، الحميض (Chuka in Marathi)، chakwat ، القرطم (Kardai in Marathi) و tandulja إما مقلي (باهاجي) أو يصنع في حساء (باتال باجي) باستخدام اللبن والطحين. تستخدم العديد من الخضروات في تحضير السلطة تسمى كوشيمبير أو رايتا معظمها يحتوي على ضاحي (الزبادي) كمكون رئيسي آخر. تشمل Koshimbirs الشعبية تلك التي تعتمد على الفجل والخيار والطماطم والبصل. تتطلب العديد من أنواع الريتا السلق أو التحميص المسبق للخضروات كما في حالة الباذنجان. تشمل رايتا الشعبية تلك التي تعتمد على الجزر والباذنجان واليقطين والدودي والشمندر على التوالي

### البقوليات
إلى جانب الخضار الخضراء، هناك فئة أخرى من الأطعمة الشعبية وهي الفاصوليا المختلفة، إما كاملة أو مقسمة. تسمى الفاصوليا المقسومة دال وتتحول إلى أمتي (حساء العدس الرقيق) أو تضاف إلى الخضار مثل الضدي. يمكن طهي دال مع الأرز لعمل الخشي. يتم طهي الحبوب الكاملة كما هي أو تنقع في الماء بشكل أكثر شيوعًا حتى تنبت. على عكس المطبخ الصيني، يُسمح للفاصوليا بالنمو لمدة يوم أو يومين فقط. يُطلق على الكاري المصنوع من الفاصوليا المنبتة اسمًا طبيعيًا ويشكل مصدرًا مهمًا للبروتينات. تشمل البقوليات الشائعة في المطبخ المهارستري البازلاء الحمص، المونج، الماتكي اليريد الفاصوليا البازلاء السوداء العينين كوليث وتور (وتسمى أيضًا بازلاء الحمام). الحمص والحمص من العناصر الأساسية الحبة السائلة هي أساس أحد أشهر أنواع بابادوم

### الزيوت والدهون
يعتبر زيت الفول السوداني وزيت عباد الشمس من الزيوت المفضلة للطهي ومع ذلك يتم استخدام زيت عباد الشمس وزيت بذرة القطن أيضًا. غالبًا ما تستخدم الزبدة الموضحة (تسمى السمن) لنكهتها المميزة وتقدم مع بوران بولي وفاران باهات وشباتي والعديد من الأطباق الأخرى. عادة ما يتم تقديم زبدة منزلية طازجة مع البكري

### بهارات وأعشاب
اعتمادًا على المنطقة والدين والطائفة، يمكن أن يكون طعام ماهاراشترا خفيفًا إلى حار للغاية. تشمل التوابل الشائعة أسافويتيدا، والكركم، وبذور الخردل، والكزبرة، والكمون، وأوراق الغار المجففة، ومسحوق الفلفل الحار. تشمل المكونات المستخدمة بشكل خاص لمزيج توابل الكالا أو المسالا السوداء القرفة والقرنفل والفلفل الأسود والهيل وجوزة الطيب تشمل خلطات التوابل الأخرى الشائعة في المطبخ جودا ماسالا وكولهابوري ماسالا. الأعشاب الشائعة لإضفاء النكهة أو لتزيين طبق تشمل أوراق الكاري وأوراق الكزبرة. تتطلب العديد من وصفات الكاري الشائعة الثوم والبصل والزنجبيل والفلفل الأخضر الحار. تشمل المكونات التي تضفي نكهة حامضة على الطعام الزبادي والطماطم ومعجون التمر الهندي والليمون وجلد الأمسول. أو المانجو غير الناضج

### لحم ودواجن
يعتبر الدجاج والماعز من أشهر مصادر اللحوم في مطبخ ماهاراشترا. البيض شائع ويأتي حصريًا من مصادر الدجاج. تستهلك الأقليات المسيحية وبعض مجتمعات الداليت لحوم البقر والخنازير بشكل أساسي ومع ذلك، لا تشكل هذه جزءًا من مطبخ ماهاراشترا التقليدي

### مأكولات بحرية
تعد المأكولات البحرية عنصرًا أساسيًا للعديد من المجتمعات الساحلية في كونكان. تعتمد معظم الوصفات على الأسماك البحرية والقريدس وسرطان البحر. يحظى مطبخ Malvani المتميز من أطباق المأكولات البحرية بشعبية. تشمل أصناف الأسماك الشهيرة بطة بومباي بومفريت، بانجدا، راواس، وسورماي (كينج فيش). يتم تحضير وصفات المأكولات البحرية بطرق مختلفة مثل الكاري، أو القلي في المقلاة، أو طهي أوراق الموز بالبخار.

### مكونات متنوعة
تشتمل المكونات الأخرى على بذور الزيت مثل الكتان والكرالي جوز الهند والفول السوداني واللوز والكاجو. يستخدم مسحوق الفول السوداني والمكسرات الكاملة في العديد من المستحضرات بما في ذلك الصلصة والكوشيمبير والباجي. تستخدم المكسرات الأكثر تكلفة (اللوز والكاجو) في الأطباق الحلوة. تستخدم بذور الكتان والكرالي في صنع الصلصات الجافة. تقليديا، تم استخدام الجاغري القائم على قصب السكر كعامل تحلية، ولكن تم استبداله إلى حد كبير بسكر القصب المكرر. تستخدم الفاكهة مثل المانجو في العديد من الاستعدادات بما في ذلك المخللات والمربيات والمشروبات والأطباق الحلوة. كما يستخدم الموز والجاك فروت في العديد من الأطباق.

### القوائم النموذجية
تحتوي القوائم الحضرية عادةً على القمح على شكل شباتي وأرز عادي كمواد أساسية الأسر الريفية التقليدية لديها الدخن على شكل البهاكري في سهول ديكان والأرز على الساحل. تشمل عناصر الإفطار النموذجية Misal و pohe و upma و sheera و sabudana khichadi و thalipeeth. في بعض الأسر، يُقلى الأرز المتبقي من الليلة السابقة بالبصل والكركم وبذور الخردل على الإفطار، مما يجعل الفودنيشا بهات. عناصر الإفطار الغربية النموذجية مثل الحبوب والخبز المقطّع والبيض، بالإضافة إلى عناصر جنوب الهند مثل idli و dosa تحظى بشعبية أيضًا. يتم تقديم الشاي أو القهوة مع الإفطار

### قوائم غداء وعشاء حضرية
تحتوي أطباق الغداء والعشاء النباتية في المناطق الحضرية على مزيج من: خبز القمح المسطح مثل جباتي دائري أو غاديشي بولي (شباتي ثلاثي الطبقات)
رز مسلوق سلطة أو كوشيمبير على أساس البصل أو الطماطم أو الخيار باباد أو الوجبات الخفيفة ذات الصلة مثل ساندج وكرديا وسابودانا بابديا صلصة جافة أو طازجة أو مانجو أو مخلل ليمون
حساء عمتي أو فاران على أساس toor dal أو dals أو kadhi الأخرى. عندما يكون usal جزءًا من القائمة، فقد يتم حذف aamti. الخضار مع المرق حسب التوافر الموسمي مثل نباتات البيض أو البامية أو البطاطس أو القرنبيط
الخضار الورقية الجافة مثل السبانخ يعتمد على البقوليات الكاملة المنبثقة أو غير المزروعة بصرف النظر عن الخبز والأرز والصلصة، يمكن استبدال العناصر الأخرى. قد تجمع العائلات التي تأكل اللحوم والأسماك والدواجن بين الأطباق النباتية وغير النباتية، مع بقاء الأرز والشباتي من المواد الغذائية الأساسية. المواد النباتية أو غير النباتية هي في الأساس غموس للخبز أو للخلط مع الأرز.
يتم ترتيب عناصر العشاء التقليدية بطريقة دائرية. مع وضع الملح في الساعة 12، توضع المخللات والكوشيمبير والتوابل عكس اتجاه عقارب الساعة من الملح. يتم ترتيب محضرات الخضراوات في اتجاه عقارب الساعة بسلسلة من الخضروات المورقة بالكاري والخضروات الجافة والمزروعة بالكاري (أوسال) ودال. الأرز دائمًا على الهامش وليس في الوسط

### قوائم طعام الغداء والعشاء الريفية
في منطقة كونكان الساحلية يعتبر الأرز المسلوق والأرز البهاكري هو العنصر الأساسي، مع مزيج من الأطباق النباتية وغير النباتية الموصوفة في قائمة الغداء والعشاء. في مناطق أخرى من ولاية ماهاراشترا مثل ديش، خانديش ماراثوادا وفيداربها، كان العنصر الأساسي التقليدي هو البهاكري مع مزيج من الدال والخضروات يتم استبدال البهاكري بشكل متزايد بالشباتي القائم على القمح.

## الطرق والمعدات
الطبخ على الموقد المفتوح هو أكثر طرق الطهي شيوعًا. تم استبدال chulha التقليدية المكونة من ثلاثة أحجار إلى حد كبير بالكيروسين أو مواقد الغاز. يمكن استخدام الموقد للطهي بعدة طرق مختلفة:
Phodani - غالبًا ما تُترجم إلى «التقسية»، وهي تقنية طهي وتزيين حيث يتم قلي التوابل مثل بذور الخردل وبذور الكمون والكركم وأحيانًا المكونات الأخرى مثل الزنجبيل المفروم والثوم لفترة وجيزة في الزيت أو السمن لتحرير الزيوت الأساسية من الخلايا وبالتالي تعزيز نكهاتهم. ثم تضاف المكونات الأخرى مثل الخضار واللحوم إلى المقلاة. قد تكون Phodani هي الخطوة الأولى في صنع الباجي أو آمتي أو الكاري. قد تكون أيضًا الخطوة الأخيرة كجزء من التزيين.
ينضج - يتم طهي معظم الكاري والباجيس على نار هادئة حتى يتم طهي اللحوم أو الخضار
القلي العميق - يستخدم لصنع الفطائر مثل البصل باجي أو الزلابية المقلية الحلوة (كرانجي)
القلي - يتميز باستخدام الحد الأدنى من زيت الطهي أو الدهون (مقارنة بالقلي الضحل أو القلي العميق)؛ عادةً باستخدام ما يكفي من الزيت لتزليق المقلاة. تُستخدم هذه الطريقة لطهي العناصر الحساسة مثل الأسماك.
طاوة - عادة ما تكون مقلاة معدنية مقعرة تستخدم على موقد مفتوح لصنع الخبز الخالي من الخميرة مثل غاديشي بولي أو تشاباتيس أو باكريس.
التبخير - تُستخدم هذه الطريقة بشكل أساسي في تخصصات مثل ukadiche modak أو aluchya wadya.
التحميص - يتضمن فانجياتش بهاريت تحميص الباذنجان على نار مفتوحة قبل هرسه وإضافة مكونات أخرى.
الطبخ بالضغط - تستخدم هذه التقنية على نطاق واسع لتقصير وقت طهي العدس واللحوم والأرز.
تشمل الطرق الأخرى لتحضير الطعام ما يلي: الخبز - نادرًا ما يستخدم الخبز في المنزل. يتم خبز كعك الخبز أو الباف المستخدم في الأطعمة الشعبية في الشوارع مثل فاداباف بواسطة الخبازين التجاريين.
التجفيف الشمسي - يتم تجفيف Papadum ، وهو وجبة خفيفة شهيرة، والمنتجات ذات الصلة التي تسمى papdya و kurdaya ، في الشمس بعد طرحها. تبقى المنتجات المجففة لعدة أشهر
التخمير - يستخدم هذا بشكل أساسي في صناعة الضاحي (الزبادي) أو الزبدة المصنوعة منزليًا من الحليب المخصب بالكريمة.

## اطباق خاصة
يتم إعداد عدد من الأطباق للمناسبات الدينية أو حفلات العشاء أو كعناصر مطعم أو طعام الشارع

### لحم ودواجن
يتم تحضير أطباق اللحوم بعدة طرق: Taambda rassa هو كاري حار مع صلصة حمراء من Kolhapur. Pandhara rassa هو أيضًا كاري ماعز من Kolhapur مع مرق أبيض من حليب جوز الهند.
بوباتي (पोपटी) - طبق دجاج مع البيض وفال بابدي من منطقة رايجاد في المنطقة الساحلية. دجاج مالفاني كومبدي فادي - وصفة من منطقة كونكان. خبز مسطح مقلي مصنوع من أرز حار ودقيق يوريد يقدم مع كاري الدجاج، وبشكل أكثر تحديدًا مع كاري الدجاج مالفاني

### وجبات بحرية
تعد المأكولات البحرية عنصرًا أساسيًا للعديد من المجتمعات التي تنحدر من منطقة كونكان تشمل الأطباق الشعبية:
كولامبي بولاو قبقب محشي وكراب ماسالا وكاري سمك مالفاني
كولامبي ماسالا وروبيان كوليوادا وبومفريت محشي
بطة بومباي ويقلى الجمبري وبانجادا كاري ورواساش سوك
صرمى مقلى وكوليوادا السمك

### كاري ومرق يقدم مع أرز
يتم تناول أنواع مختلفة من الكاري أو المرق مع الأرز، وعادة ما يتم تناولها في الغداء والعشاء. تشمل الأطباق الشعبية: أمتي - كاري العدس أو الفول، والذي يُصنع أساسًا من toor dal أو عدس آخر مثل الفول أو الحمص في كثير من الحالات، يتم إضافة الخضار إلى إعداد وصفة شهيرة من amti تحتوي على قرون من أفخاذ مضافة إلى toor dal.
القاضي - يتكون هذا النوع من «الكاري» من مزيج من اللبن الزبادي ودقيق الحمص (بيسان) في بعض الوصفات يتم إضافة الكرات المقلية على أساس بيسان.
Solkadhi - يتم تحضير هذا الحساء البارد من حليب جوز الهند والثوم والكزبرة و kokam ، وهو من أصناف المأكولات من المنطقة الساحلية
سار - شوربات رقيقة تشبه المرق مصنوعة من أنواع مختلفة من الخضار أو الخضار Amsulache saar - مصنوع من kokam

### المخللات والبهارات
الصلصة والمعلبات - تشمل الصلصات والمعلبات المشهورة في المطبخ تلك القائمة على المانجو الخام والنعناع والتمر الهندي والكزبرة والبانشمريت والثوم والميراشيتشا ثشا. تشمل الصلصات الجافة تلك التي تعتمد على البذور الزيتية مثل بذور الكتان والفول السوداني والسمسم وجوز الهند والكرالي. الصلصة التي تعتمد على جلد الخضروات المحمصة مثل زجاجة القرع تحظى بشعبية أيضًا. تحتوي معظم الصلصات على الفلفل الأخضر أو الأحمر الحار لتسخينها. يمكن أيضًا إضافة الثوم. Metkut - مستحضر جاف يعتمد على مزيج من البقوليات والتوابل المحمصة الجافة لونشي (مخلل) - يتم تحضير مخللات ماهاراشترا والهند بشكل عام باستخدام قاعدة من الملح والزيت والتوابل. تشمل الخضار والفواكه التي يشيع استخدامها في التخليل في مطبخ ماهاراشترا المانجو غير الناضج والليمون وأونلا والفلفل الأخضر والبوكار. أقل شيوعًا يتم استخدام الثوم والقرع التلال وما إلى ذلك أيضًا. مورامبا - مصنوع من المانجو غير الناضج والتوابل والسكر

### مشروبات
في ولاية ماهاراشترا، كان العرض التقليدي (للضيف) هو الماء والجاغري (Gulpani) تم استبدال هذا بالشاي أو القهوة. يتم تقديم هذه المشروبات مع الحليب والسكر. من حين لآخر، جنبًا إلى جنب مع أوراق الشاي، قد يحتوي المشروب على التوابل والزنجبيل المبشور حديثًاوالهيل أو عشب الليمون تقدم القهوة مع الحليب أو جوزة الطيب المطحون تشمل المشروبات الأخرى:
كيري تشا بانها Kairi cha panha - مشروب قائم على المانجو الخام والجاغري وهو مشهور خلال أوائل الصيف، [84] [85] يُقدم باردًا.
بيوش - إعداد حلو قائم على الصرد واللبن. كوكوم شربات - كوكوم وسكر، يقدم باردًا. Solkadhi - محضر بحليب جوز الهند والكوكم
ماثا - زبدة حارة تقدم باردة. عصير قصب السكر - يتم الحصول على العصير عن طريق طحن قصب السكر المقشر في مطحنة. يوجد في ولاية ماهاراشترا في كل مدينة العشرات من مراكز العصير حيث يتم تقديم عصير قصب السكر الطازج. الموز شيكران - يتم تناوله مع الشاباتي أو البوري كجزء من الوجبة. ماسالا دود - حليب حلو وحار

### الحلويات
الحلويات جزء مهم من المهرجان والمناسبات الخاصة. تشمل الحلويات النموذجية، الخبز المسطح المسمى بوران بولي مع العدس المحشو ومزيج الجاجري، وهو مستحضر مصنوع من الزبادي المصفى والسكر والتوابل تسمى شريخاند، وهو مستحضر حليب حلو مصنوع من الحليب المبخر يسمى باسوندي والسميد وخير القائم على السكر والزلابية المحشوة بجوز الهند و jaggery يسمى modak. في بعض الحالات، يكون الموداك مقليًا بعمق بدلاً من البخار. تقليديا كانت هذه الحلويات مرتبطة بمهرجان معين. على سبيل المثال، يتم إعداد modak خلال مهرجان Ganpati يعد Puran Poli أحد أكثر العناصر الحلوة شهرة في مطبخ ماهاراشترا. وهو عبارة عن خبز مسطح بالزبد محشو بمزيج مصنوع من الجاجري (دبس السكر أو الغور) والدال الأصفر (شانا) والدقيق العادي ومسحوق الهيل والسمن. يتم استهلاكه في جميع المهرجانات تقريبًا. عادة ما يتم تقديم Puran Poli مع الحليب أو تحضير دال حلو وحامض يسمى katachi amti. في المناطق الريفية كان يتم تقديمه مع شراب سكر رقيق ساخن يسمى غولاواني
موداك هو زلابية حلوة مطبوخة على البخار أو مقلية. يتم تحضير Modak خلال مهرجان Ganesha في شهر أغسطس تقريبًا، حيث يتم تقديمه غالبًا كعرض للورد Ganesha ، حيث يقال إنه حلوه المفضل. تتكون الحشوة الحلوة من جوز الهند المبشور الطازج والجاغري، في حين أن القشرة الناعمة مصنوعة من دقيق الأرز، أو دقيق القمح الممزوج بدقيق خافا أو طحين مايدا. يمكن أن تكون الزلابية مقلية أو مطبوخة على البخار. يتم تناول النسخة المبخرة التي تسمى ukdiche modak ساخنة مع السمن.
مزيج من السميد والدقيق العادي. أنارسا مصنوع من مسحوق الأرز المنقوع مع الجاجري أو السكر. تستغرق العملية التقليدية لصنع خليط الأنارسا ثلاثة أيام.
Basundi هي حلوى حليب كثيفة ومحلاة. Aamras هو لب أو عصير سميك مصنوع من المانجو، مع إضافة السكر والحليب. يمكنك معرفة وصفة عمراس هنا
شريخاند هو لبن مصفى بنكهة السكر والزعفران والهيل ومكسرات تشارولي. يتم تقديم Shrikhand مع بوري في المناسبات السعيدة مثل Gudhipadwa (رأس السنة الماراثية الجديدة) Amrakhand بنكهة شريخاند مع المانجو والزعفران والهيل والمكسرات تشارولي. Ladu هي وجبة خفيفة شهيرة يتم إعدادها تقليديًا لمدينة ديوالي. يمكن أن يعتمد لادوس على السميد أو طحين الجرام أو بوندي.
بيدا كرات مستديرة مصنوعة من خليط من الخوا والسكر والزعفران. أمبا بارفي مصنوع من لب المانجو.
جول بولي عبارة عن خبز محشو بالقمح مع عجينة غول. Amba poli أو mango poli: على الرغم من تسميته بولي، إلا أنه ليس خبزًا مسطحًا ولكنه يشبه الفطيرة. يتم صنعه في الصيف عن طريق تجفيف حواجز رقيقة من لب المانجو المخفف، ربما مع إضافة السكر، على أطباق مسطحة. (تقليديًا ، تم استخدام الأوراق الكبيرة بدلاً من الأطباق). لا تحتوي على حبوب. نظرًا لأنه يجف في الشمس في الصيف القاسي ، فهو متين ويمكن تخزينه لعدة أشهر.
يشبه Phanas poli (Jackfruit poli) Amba poli ولكنه مصنوع من لب الكاكايا بدلاً من المانجو.
أمبوادي Chikki هو سكر الفول السوداني أو أي نوع آخر من المكسرات.
نارالي باك هي كعكة سكر وجوز الهند. حلوى الضدي هي حلوى تقليدية مصنوعة من الضدي والحليب. تشمل الحلويات الأخرى المشهورة في ولاية ماهاراشترا ومناطق أخرى من الهند: خير ، كاجو كاتلي ، جلاب جامون ، جاليبي ، وأنواع مختلفة من البارفي ، وراسمالاي.

### طعام الشارع والمطعم والوجبات الخفيفة محلية الصنع
في العديد من المناطق الحضرية ، بما في ذلك مومباي وبيون ، تحظى الوجبات السريعة بشعبية. الأشكال الأكثر شيوعًا هي باجي وفادا باف وميسالباف وباف باجي. من الأطباق التقليدية Sabudana khichadi و pohe و upma و sheera و panipuri. معظم الوجبات السريعة والوجبات الخفيفة الماراثية نباتية لاكتو. بعض الأطباق ، بما في ذلك سيف باجي ، ميسال باف وباتودي هي أطباق إقليمية في ولاية ماهاراشترا.
تشيفدا عبارة عن أرز متبل بالارض. يُعرف أيضًا باسم «مزيج بومباي» في المملكة المتحدة. Pohe هي وجبة خفيفة مصنوعة من أرز مقصف. يتم تقديمه عادةً مع الشاي وهو الطبق الأكثر احتمالاً الذي سيقدمه أحد سكان ولاية ماهاراشترا لضيف. أثناء الزيجات المرتبة ، من المرجح أن kanda pohe (الترجمة الحرفية ، «pohe المحضر بالبصل») هو الطبق الذي يتم تقديمه عندما تلتقي العائلتان. من الشائع جدًا أن الزواج المرتب نفسه في بعض الأحيان يُشار إليه بالعامية باسم كاندا بوهاي. تشمل المتغيرات الأخرى batata pohe (حيث يتم استخدام مكعبات البطاطس بدلاً من قطع البصل). من الوصفات المتنوعة الأخرى لـ pohe هي dadpe pohe ، وهي مزيج من pohe الخام مع جوز الهند الطازج المبشور والفلفل الأخضر والزنجبيل وعصير الليمون و kachche pohe و pohe الخام مع الحد الأدنى من الزخارف من الزيت ومسحوق الفلفل الأحمر والملح وبصل غير مقشر.
Upma أو sanja أو upeeth مشابه لأوبما جنوب الهند. إنها عصيدة سميكة مصنوعة من السميد مع الفلفل الأخضر والبصل والتوابل الأخرى.
فادا باف هو طبق للوجبات السريعة يتكون من زلابية بطاطا مهروسة مقلية (فادا)، تؤكل في شطيرة خبز القمح (باف). هذه هي النسخة الهندية من البرغر وتكاد تكون مصحوبة دائمًا بصلصة حمراء مصنوعة من الثوم والفلفل الأحمر والأخضر المقلي. نادرًا ما يتم صنع فادا باف بكامله في المنزل ، ويرجع ذلك أساسًا إلى عدم شيوع الخبز في المنزل.
باف باجي هو طبق للوجبات السريعة يتكون من كاري الخضار (المهاراتية: باجي) يقدم مع لفائف الخبز الطري (باف) ميسال باف هو طبق مصنوع من العدس المجفف بالكاري ، يعلوه الباتا باجي ، بوهاي ، تشيفدا ، الفرسان ، البصل المفروم النيء والطماطم. يؤكل في بعض الأحيان مع اللبن. عادة ، يتم تقديم المسال مع كعكة خبز القمح.
Thalipeeth نوع من الخبز المسطح. عادة ما يكون حارًا ويؤكل مع اللبن الرائب. هي وجبة فطور تقليدية شهيرة يتم تحضيرها باستخدام الباجاني ، وهو مزيج من العدس المحمص.
شرخاند هو لبن مصفى بنكهة السكر والزعفران والهيل والمكسرات. يتم تقديم Shrikhand مع بوري في المناسبات السعيدة مثل Gudhipadwa (رأس السنة الماراثية الجديدة)
Amrakhand بنكهة شريخاند مع المانجو والزعفران والهيل والمكسرات تشارولي. Ladu هي وجبة خفيفة شهيرة يتم إعدادها تقليديًا لديوالي. يمكن أن يعتمد Ladus على السميد أو دقيق الحمص أو البوندي.
بيدها كرات مستديرة مصنوعة من خليط من الخوا والسكر والزعفران.
أمبا بارفي مصنوع من لب المانجو. جول بولي عبارة عن خبز محشو بالقمح مع عجينة الغول. Amba poli أو mango poli: على الرغم من تسميته بولي ، إلا أنه ليس خبزًا مسطحًا ولكنه يشبه الفطيرة. يتم صنعه في الصيف عن طريق تجفيف حواجز رقيقة من لب المانجو المخفف ، ربما مع إضافة السكر ، على أطباق مسطحة. (تقليديًا ، تم استخدام الأوراق الكبيرة بدلاً من الأطباق). لا تحتوي على حبوب. نظرًا لأنه يجف في الشمس في الصيف القاسي ، فهو متين ويمكن تخزينه لعدة أشهر. يشبه Phanas poli (Jackfruit poli) Amba poli ولكنه مصنوع من لب الجاك فروت بدلاً من المانجو.
أمبوادي Chikki هو سكر الفول السوداني أو أي نوع آخر من المكسرات. نارالي باك عبارة عن كعكة سكر وجوز الهند.
حلوى الضدي هي حلوى تقليدية مصنوعة من الضدي والحليب. تشمل الحلويات الأخرى المشهورة في ولاية ماهاراشترا ومناطق أخرى من الهند: خير ، كاجو كاتلي ، جلاب جامون ، جاليبي ، وأنواع مختلفة من البارفي ، وراسمالاي
في العديد من المناطق الحضرية ، بما في ذلك مومباي وبيون ، تحظى الوجبات السريعة بشعبية. الأشكال الأكثر شيوعًا هي باجي وفادا باف وميسالباف وباف باجي. من الأطباق التقليدية Sabudana khichadi و pohe و upma و sheera و panipuri. معظم الوجبات السريعة والوجبات الخفيفة الماراثية نباتية لاكتو. بعض الأطباق ، بما في ذلك سيف باجي ، ميسال باف وباتودي هي أطباق إقليمية في ولاية ماهاراشترا.
تشيفدا عبارة عن أرز متبل بالارض. يُعرف أيضًا باسم «مزيج بومباي» في المملكة المتحدة. Pohe هي وجبة خفيفة مصنوعة من أرز مقصف. يتم تقديمه عادةً مع الشاي وهو الطبق الأكثر احتمالاً الذي سيقدمه أحد سكان ولاية ماهاراشترا لضيف. أثناء الزيجات المرتبة ، من المرجح أن kanda pohe (الترجمة الحرفية ، «pohe المحضر بالبصل») هو الطبق الذي يتم تقديمه عندما تلتقي العائلتان. من الشائع جدًا أن الزواج المرتب نفسه في بعض الأحيان يُشار إليه بالعامية باسم كاندا بوهاي. تشمل المتغيرات الأخرى batata pohe (حيث يتم استخدام مكعبات البطاطس بدلاً من قطع البصل). من الوصفات المتنوعة الأخرى لـ pohe هي dadpe pohe ، وهي مزيج من pohe الخام مع جوز الهند الطازج المبشور والفلفل الأخضر والزنجبيل وعصير الليمون و kachche pohe و pohe الخام مع الحد الأدنى من الزخارف من الزيت ومسحوق الفلفل الأحمر والملح وبصل غير مقشر.
Upma أو sanja أو upeeth مشابه لأوبما جنوب الهند. إنها عصيدة سميكة مصنوعة من السميد مع الفلفل الأخضر والبصل والتوابل الأخرى.
فادا باف هو طبق للوجبات السريعة يتكون من زلابية بطاطا مهروسة مقلية (فادا)، تؤكل في شطيرة خبز القمح (باف). هذه هي النسخة الهندية من البرغر وتكاد تكون مصحوبة دائمًا بصلصة حمراء مصنوعة من الثوم والفلفل الأحمر والأخضر المقلي. نادرًا ما يتم صنع فادا باف بكامله في المنزل ، ويرجع ذلك أساسًا إلى عدم شيوع الخبز في المنزل.
باف باجي هو طبق للوجبات السريعة يتكون من كاري الخضار (المهاراتية: باجي) يقدم مع لفائف الخبز الطري (باف)
ميسال باف هو طبق مصنوع من العدس المجفف بالكاري ، يعلوه الباتا باجي ، بوهاي ، تشيفدا ، الفرسان ، البصل المفروم النيء والطماطم. يؤكل في بعض الأحيان مع اللبن. عادة ، يتم تقديم المسال مع كعكة خبز القمح
Thalipeeth نوع من الخبز المسطح. عادة ما يكون حارًا ويؤكل مع اللبن الرائب. هي وجبة فطور تقليدية شهيرة يتم تحضيرها باستخدام الباجاني ، وهو مزيج من العدس المحمص. مثل معظم المأكولات الهندية ، يتميز مطبخ ماهاراشترا بالعديد من المأكولات المقلية ، بما في ذلك:
يتم تحضير الوشي فادي من أوراق كولوكاسيا ملفوفة في دقيق الحمص ، مطهو على البخار ثم مقلي.
Kothimbirichi vadi مصنوع من أوراق الكزبرة.
Suralichi vadi هي وجبة خفيفة لذيذة مصنوعة من دقيق الغرام واللبن. وتتكون من قطع صفراء ملفوفة بإحكام بحجم العضة بزينة جوز الهند وأوراق الكزبرة والخردل
بهلبوري: Bhelpuri (الماراثية is) هي وجبة خفيفة لذيذة ، وهي أيضًا نوع من الشات. إنه مصنوع من الأرز المنفوخ والخضروات المقطعة مثل الطماطم والبصل وصلصة التمر الهندي المنعشة. غالبًا ما ترتبط بهيلبوري بشواطئ مومباي ، مثل جيرجوام أو جوهو. يُعتقد أن Bhelpuri نشأت داخل المقاهي وأكشاك الطعام في الشوارع في مومباي ، وانتشرت في جميع أنحاء الهند حيث تم تعديلها لتناسب توافر الطعام المحلي. ويقال أيضًا أنه نشأ من Bhadang (भडंग)، وهو طبق أرز حار منفوخ من غرب ولاية ماهاراشترا. مصنوع من مادة bhadang الجافة.
نوع سيفبوري من تشات. ينشأ من مومباي. في مومباي ، يرتبط سيف بوري ارتباطًا وثيقًا بأطعمة الشوارع ، ولكن يتم تقديمه أيضًا في مواقع راقية. تخزن محلات السوبر ماركت عبوات جاهزة للأكل من سيف بوري ووجبات خفيفة مماثلة مثل بهلبوري. Ragda pattice هي وجبات سريعة شهيرة في مومباي. عادة ما يتم تقديم هذا الطبق في المطاعم التي تقدم الوجبات الهندية السريعة إلى جانب الأطباق الأخرى. إنه عنصر رئيسي في قوائم أكشاك الطعام. يتكون هذا الطبق من جزأين: الرجدة ، وهو يخنة حارة تعتمد على البازلاء الجافة وفطائر البطاطس المقلية. داهيبوري هو شكل من أشكال الشات ومن مومباي. يتم تقديمه مع قشور بوري صغيرة معروفة أكثر من طبق باني بوري. غالبًا ما تُباع سلاسل داهي بوري وباني بوري من نفس البائع. Sabudana Vada هي وجبة خفيفة مقلية تعتمد على Sabudana. غالبًا ما يتم تقديمه مع الصلصة الخضراء الحارة والشاي الساخن ويفضل تناوله طازجًا

## المناسبات والمهرجانات الخاصة

### ماكار سانكرانتي
يصادف ماكار سانكرانتي عادةً يوم 14 يناير من التقويم الغريغوري. يتبادل أهالي ماهاراشترا التيلغل أو الحلويات المصنوعة من الجاجري وبذور السمسم مع التحية المألوفة ، tilgul ghya aani god bola والتي تعني اقبل التليجول وكن ودودًا Tilgul Poli أو gulpoli هي المستحضرات الحلوة الرئيسية. وهو عبارة عن خبز مسطح من القمح ومليء ببذور السمسم والجاغري.

### مهاشيفراتري
يصوم الهندوس الماراثى في هذا اليوم. يشمل طعام الصيام الصلصة المحضرة من لب ثمرة الكافاث (Limonia) تستخدم بعض المجتمعات لب بايل

### هولي
كجزء من مهرجان هولي، وهو مهرجان يتم الاحتفال به في ليلة اكتمال القمر في شهر فالغون (مارس أو أبريل) يتم إشعال النار لترمز إلى نهاية الشتاء وقتل الشيطان في الأساطير الهندوسية. يصنع الناس بوران بولي كطقوس قربان للنار المقدسة. يسمى اليوم الذي يلي ليلة النار Dhulivandan يحتفل شعب الماراثى بالألوان في اليوم الخامس بعد الحريق في رانجبانشامي.

### جانيش شاتورثي
يقال أن موداك هو الطعام المفضل لدى غانيش. يتم تقديم عرض مكون من واحد وعشرين قطعة من هذا الإعداد الحلو على Ganesh Chaturthi وغيرها من الأحداث الصغيرة تقوم مجتمعات ماهاراشترا المختلفة بإعداد أطباق مختلفة خصيصًا لـ Gauri poojan.

### ديوالي
ديوالي هو أحد أشهر المهرجانات الهندوسية. في تقليد ماهاراشترا ، يستحم أفراد الأسرة طقوسًا قبل الفجر ثم يجلسون لتناول الإفطار من الحلويات المقلية والوجبات الخفيفة اللذيذة التي تسمى ديوالي فارال. يتم تقديم هذه الحلويات والوجبات الخفيفة للزوار وتبادلها مع الجيران. تشمل المستحضرات الحلوة النموذجية لادو ، وأنارس ، وشانكاربالي ، وكرانجيا. تشمل المأكولات اللذيذة الشهيرة تشاكلي وشيف وشيودا. تحتوي هذه الوجبات الخفيفة على نسبة عالية من الدهون وقليلة الرطوبة ، ويمكن تخزينها في درجة حرارة الغرفة لعدة أسابيع دون أن تفسد.

### تشامبا ساشتي
تراقب العديد من مجتمعات ماهاراشترا من جميع المستويات الاجتماعية مهرجان Khandoba أو Champa Shashthi في شهر مارجاشيرش. تقدم الأسر أداء Ghatasthapana من Khandoba خلال هذا المهرجان. اليوم السادس من المهرجان يسمى Champa Sashthi. بالنسبة للعديد من الناس ، تنتهي فترة Chaturmas في Champa Sashthi. من المعتاد للعديد من العائلات عدم تناول البصل والثوم والباذنجان خلال Chaturmas. بعد المهرجان ، يتم استئناف استهلاك هذه الأطعمة مع طقوس تحضير فانجياتش بهاريت (بينجان بهارتا) مع رودجا

### قائمة الزفاف التقليدية
اعتادت قائمة الزفاف التقليدية بين مجتمعات ماهاراشترا الهندوسية أن تكون طعامًا نباتيًا لاكتوًا مع دورات متعددة بشكل أساسي من أطباق الأرز مع خضروات ودال مختلفة. تضمنت بعض القوائم أيضًا دورة تدريبية مع Puris. في بعض المجتمعات ، كان الطبق الأول عبارة عن أرز سادة والثاني مع أرز ماسالا. تنتهي الوجبة الرئيسية عادةً بالأرز العادي والماتا. من أشهر أنواع الكاري التي يمكن تناولها مع هذه القائمة ومع المهرجانات الأخرى تلك التي يتم تحضيرها من أوراق القلقاس (المهاراتية: अलउ). يتم تقديم اللبن مع التوابل وأوراق الكزبرة ، المسماة مثا ، مع الوجبة.الحلويات الشعبية لقائمة الزفاف كانت شريكهاند ، بوندي لادو وجاليبي.

### مطبخ الصيام الهندوسي
يصوم الهندوس الماراثى أيامًا مثل إيكاداشي تكريماً للورد فيشنو أو صورته الرمزية ، أو شاتورثي تكريماً لغانيش ، أو أيام الإثنين على شرف شيفا، أو أيام السبت على شرف ماروتي أو زحل. يُسمح فقط بتناول أنواع معينة من الأطعمة. وتشمل هذه المنتجات الحليب ومنتجات الألبان الأخرى (مثل الضاحي) والفواكه والمواد الغذائية الغربية مثل الساجو ، البطاطا البطاطا الحلوة ذات اللون الأرجواني والأحمر ، وبذور القطيفة المكسرات والتندول المتنوع (شاما الدخن). تشمل أطباق الصيام الشعبية Sabudana Khichadi أو danyachi amti (حساء الفول السوداني)

### عيد الميلاد
لدى المجتمع الكاثوليكي الهندي الشرقي في شمال كونكان أيضًا وصفات خاصة بهم لعيد الميلاد. تمامًا مثل Goa ، يشمل هذا لحم الخنزير vindaloo و sorpotel. من الحلويات الشهيرة لعيد الميلاد Fogeas المصنوعة من الدقيق وحليب جوز الهند والسكر والجبن القريش. يتم تقديم هذه الحلويات للزوار ويتم تبادلها مع الجيران والأصدقاء